# Harcourt Williams
Harcourt Williams, född 30 mars 1880 i Croydon, London, död 13 december 1957 i London, var en engelsk teaterregissör och skådespelare. Under åren 1929-1934 var han direktör för The Old Vic där han bland annat gav anställning åt skådespelarna Ralph Richardson och John Gielgud. Under åren 1944 till 1956 medverkade han som skådespelare i runt 30 filmer och TV-produktioner.

## Filmografi, urval
- 1944 – Henrik V
- 1948 – Lagt kort ligger
- 1948 – Hamlet
- 1948 – Vice Versa
- 1949 – Under Capricorn
- 1949 – Över lagens gränser
- 1950 – Gyllene buren
- 1951 – Det mörka rummet
- 1953 – Prinsessa på vift
- 1953 – Bomben
- 1956 – Jorden runt på 80 dagar